# Winona
Pour les articles homonymes, voir Winona (homonymie).
Winona est un prénom féminin.

## Sens et origine du prénom
Winona est un prénom féminin d'origine nord-amérindienne, du peuple Sioux, renvoyant à la légende de la princesse Winona. Il signifie « fille première née ».
D'autres orthographes sont possibles, notamment Wynonna, Winnona et Wynona.

## Prénom de personnes célèbres et fréquence
- Winona Ryder - Actrice
- Wynonna Judd - Chanteuse de country
- Winona LaDuke - Activiste
- Wynona Mulcaster (en) - Peintre et enseignante[2]
- Tous les articles commençant par « Winona »
- Prénom aujourd'hui relativement peu usité aux États-Unis[3]
- Prénom aujourd'hui un peu plus usité en Australie
- Prénom donné pour la première fois en France en 1988 et avec une occurrence très faible (moins d'une vingtaine par an) mais en croissance depuis cette date[4]

## Littérature
- Winona, la vierge indienne, poème de Stanislas Constant